# Yajna

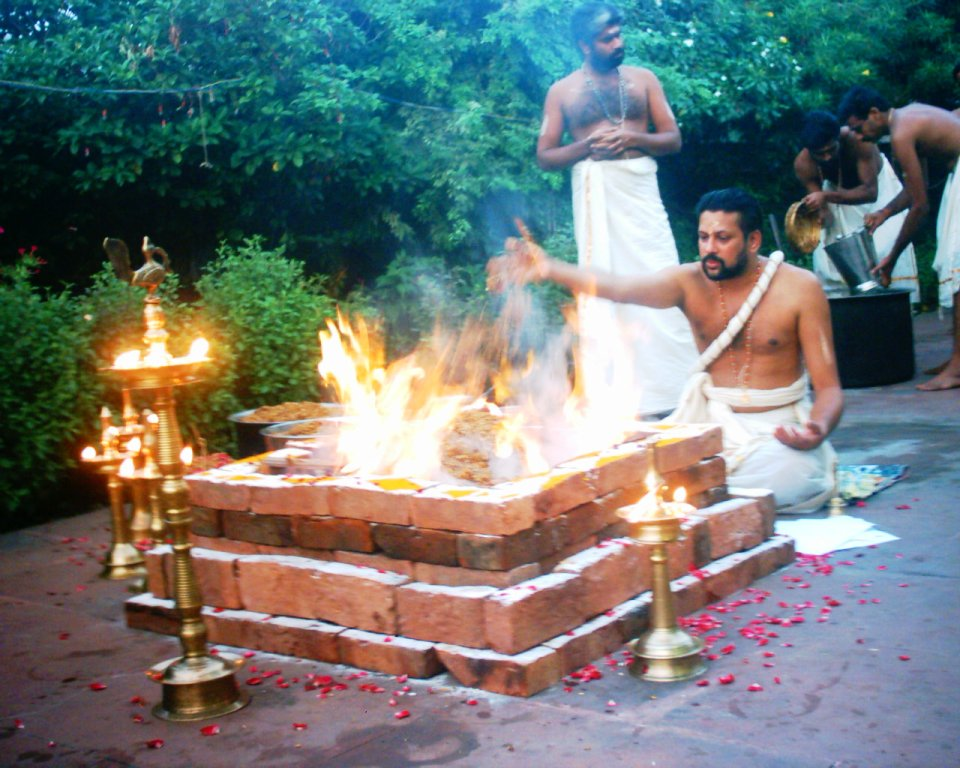
En yajna under utförande.

Yajna  (IAST yajña), betyder bokstavligen "dyrkan, offer", och syftar i hinduisk tro på varje ritual som utförs vid en helig eld, ofta med ett mantra.
Yajna är en vedisk tradition, som närmare beskrivs i de vediska skrifterna inom Brahmana och framför allt i Yajurveda ("offerformlernas veda"). Traditionen har utvecklats från att ge elden mat- och dryckesoffer, till mer symboliska offer till en eld som representerar eldguden Agni i den tidiga indiska mytologin.
Texter som relaterar till yajna-ritualer brukar kallas Karma-kanda, vilket i översättningen ungefär betyder “rituella verk”. Detta i contrast till Jnana-kanda som betyder “kunskapsverk” och huvudsakligen återfinns i Upanishaderna. Att fullfölja yajna-ritualer på ett korrekt sätt var något som Mīmāṃsā-inriktningen inom hinduisk filosofi ägnade sig åt.
Yajna har fortsatt att spela en viktig roll över århundradena för hinduernas övergångsriter, till exempel bröllop. Moderna hinduiska tempelceremonier och hinduiska festivaler utför alltjämt yajna-ritualer eller motsvarande ritualer baserade på Agamas.

## Etymologi
Ordet yajna, (sanskritयज्ञ; IAST yajña), har sin rot i sanskrits yaj som betyder 'att dyrka', 'ära', 'se upptill' och dyker upp i den tidiga vedaska litteraturen omkring 2000 år f.Kr.
Yajna har en trefaldig betydelse när det kommer till dyrkandet av gudomen, enligt Nigal: puja, enhet (sangatikarana) och välgörenhet  (dána).
Ordet har en koppling till det avestiska ordet yasna, som gäller zoroastrismens gudstjänst. Emellertid är ritualerna där kopplade till vattnet och inte till elden.

## Typer av yajnas

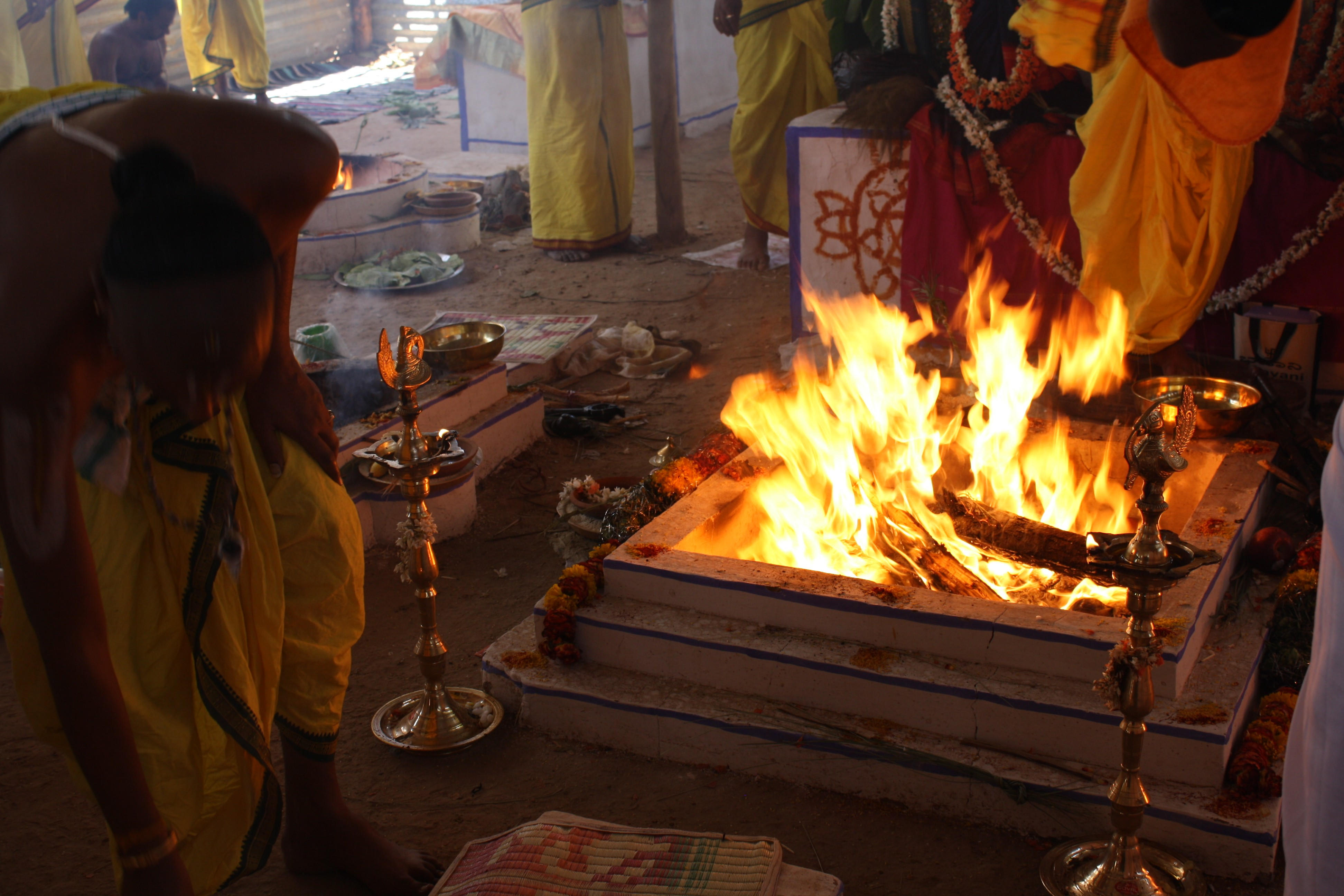
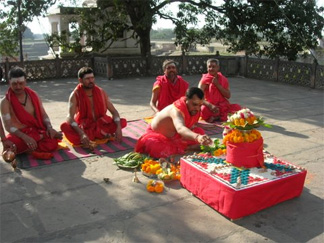

Kalpasutra räknar upp följande typer av yajna:
- Pakayajna — ritualer som gäller tillagda rätter: aṣtaka, sthālipāka, parvana, srāvaṇi, āgrahayani, caitri och āsvīyuji.
- Soma Yajna — ritualer som inbegriper den rituella drycken soma: agnistoma, atyagnistoma, uktya, shodasi, vājapeya, atirātra och aptoryama.
- Havir Yajna —ritualer som inbegriper havis och måltidsoffer: agniyādhāna, agni hotra, darśa-pūrṇamāsa, āgrayana, cāturmāsya, niruudha paśu bandha[8]och sautrāmaṇi.
- Mahasattra – de fem stora vediska offren: bhuta-yajna (offer till levande varelser), manushya-yajna (offer till andra människor), pitr-yajna (offer till fäder), deva-yajna (offer till gudomar) och brahma-yajna (offer till brahman.
- Vedavratas – fyra ritualer som utförs under den vediska undervisningen.
- Övriga yajna – sexton ritualer med mantran, som finns beskrivna i Gṛhya Sūtrās i Kalpasutra: garbhādhānā, pumsavana, sīmanta, jātakarma, nāmakaraṇa, annaprāśana, chudākarma/caula, niskramana, karnavedha, vidyaarambha, upanayana, keshanta, snātaka, vivāha, nisheka och antyeshti.

## Förändringen över tid
De vediska offren och ritualerna utvecklades över tid, med de största förändringarna under första årtusenden f.Kr. Förändringar som senare anammades av t.ex. buddhismen. Under den tidigare vediska perioden innefattade offren ofta djuroffer. Med tiden blev offren mer symboliska till sin karaktär, där mantran ersatte det fysiska offret. De yttre ritualerna kom att ersättas med inre offer som utfördes ”inom den mänskliga kroppens skal”. Denna förflyttning från yttre handlingar, karma-kanda, till inre kunskap, jñana-kanda, beskrivs ingående i sutror som behandlar offer, men även i upanishader, som Brhad-aranyaka-upanishad, Chandogya-upanishad, Kausitaki-upanishad och Pranagnihotra Upanishad.